# Доган, Ахмед
Ахмед Демир Доган (болг. Ахмед Демир Доган, тур. Ahmed Demir Doğan; 29 марта, 1954, Пчеларово, Добричская область, Болгария) — болгарский политический и партийный деятель турецкого происхождения, предприниматель, олигарх, основатель и лидер болгарской политической партии Движение за права и свободы (1990—2013), которая представляет интересы прежде всего турецкого этнического меньшинства в Болгарии.

## Биография
В 1981 году получил высшее философское образование в Софийском университете, стал очным аспирантом по философии Болгарской академии наук. В 1985 году окончил Академию общественных наук и социального управления (аспирантуру) ЦК БКП.
В 1985 году включился в организацию сопротивления против так называемого «возродительного процесса», стал одним из основателей подпольной организации против насильственной смены имен туркам в Болгарии. В 1986 году принял руководство нелегальной организацией «Турецкое национально-освободительное движение в Болгарии», за что был арестован и отправлен в Главное следственное управление Болгарии, провёл в заключении 6 месяцев и 15 дней.
- 1986 — кандидат философских наук и научный сотрудник Института философии БАН.
- 1987 — Пазарджик, сидел в тюремной камере для смертников.
- 1989 — Варна, осуждён на 10 лет лишения свободы за создание антиправительственной организации (амнистирован после отмены ст. 233 Уголовного кодекса).
- 1990 — основатель партии Движение за права и свободы и её председатель с момента создания партии 4 января 1990.

После открытия архивов Государственной безопасности в 2007 году стало известно, что Ахмед Доган был агентом спецслужб Народной Республики Болгария с августа 1974 года.

## Политическая деятельность
Доган был избран в депутаты всех народных собраний (НС) Болгарии с 1990 г.: 7-го великого НС (1990—1991, принявшего новую конституцию) и всех обыкновенных НС — с 36-го (1991) до 41-го (2009).
Как несменяемый лидер партии крупнейшего в Болгарии этнического меньшинства — турецкого, Доган внёс важный вклад в установление этнического мира в стране после обострения политического положения в 1989 г. из-за «возродительного процесса» среди местных турок. На фоне межэтнических конфликтов Западных Балкан Болгарию долгое время называли «примером этнического мира».
Под его руководством Движение за права и свободы, основываясь на своём лояльном электорате, сумело завоевать стабильное место в политическом центре страны. Мандатом ДПС были образованы несколько правительств: экспертное профессора Любена Берова (1992—1994) и коалиционное Сергея Станишева с его партией БСП и с НДСВ (2005—2009). Партия участвовала и в коалиционном правительстве Симеона Сакскобургготского с его партией НДСВ (2001—2005).
19 января 2013 года, пока он читал отчётный доклад на 8-й национальной конференции ДПС, которым объявил также о своей отставке с поста председателя партии, на Догана было совершено покушение 25-летним Октаем Энимехмедовым. Выстрел сделать не получилось, так как газовый пистолет дал осечку. Отставка была принята, его выбрали почётным председателем ДПС. Энимехмедова позже приговорили к 3,5 годам лишения свободы, поскольку пистолет был газовым и не смог бы причинить серьёзного вреда Догану.
Участники болгарских протестов 2020 года обвиняют Догана как «одну из ключевых фигур болгарской коррупции». Несмотря на оппозиционный статус ДПС, считается, что Доган имеет сильное влияние на правящую партию ГЕРБ. Формальным поводом для протестов стало то, что охранники изгнали группу купающихся с пляжа, формально находящегося в государственной собственности, но фактически под контролем Догана.